# Santos Simón y Judas Tadeo en Torre Angela (título cardenalicio)
Santos Simón y Judas en Torre Angela es un título cardenalicio que el papa Francisco estableció el 22 de febrero de 2014, con la carta apostólica Purpuratis Patribus.
El título hace hincapié en la iglesia de los Santos Simón y Judas Tadeo, cerca de Torre Angela en Roma.

## Titular
- Pietro Parolin (22 de febrero de 2014- 26 de junio de 2018) título episcopal pro hac vice (26 de junio de 2018)